# Edwin Sandys (MP por Worcestershire)
Edwin Sandys (1659-1699) foi um político inglês, membro do parlamento por Worcestershire entre os anos 1695-1698.
Ele era o filho mais velho de Samuel Sandys (MP, um descendente de Edwin Sandys, Arcebispo de York) e da sua esposa Elizabeth Pettus, filha de Sir John Pettus (MP).
Em 14 de outubro de 1694 ele casou-se com Alice Rushout, filha de Sir James Rushout (MP). Eles tiveram dois filhos e uma filha.